# 63. Golden Globe-gála
A 63. évi Arany Glóbusz, azaz Golden Globe-díjátadóra 2006. január 16-án kerül sor a Los Angeles-i Beverly Hilton Hotelben. A legtöbb, hét jelölést a Brokeback Mountain – Túl a barátságon kapta, melyből négyet váltott díjra.
A szórakoztatóiparban tett komoly munkáért járó Cecil B. DeMille-életműdíjat ebben az évben Anthony Hopkins kapta.

## Kategóriák és jelöltek

### Mozifilmek

#### Legjobb film (dráma)
- Az elszánt diplomata
- Erőszakos múlt
- Jó estét, jó szerencsét!
- Match Point
- Brokeback Mountain – Túl a barátságon

#### Legjobb film (musical vagy vígjáték)
- Büszkeség és balítélet
- Mrs. Henderson bemutatja
- A nyughatatlan
- Producerek
- A tintahal és a bálna

#### Legjobb színész (dráma)
- Russell Crowe (A remény bajnoka)
- Terrence Howard (Nyomulj és nyerj)
- Heath Ledger (Brokeback Mountain – Túl a barátságon)
- Philip Seymour Hoffman (Capote)
- David Strathairn (Jó estét, jó szerencsét!)

#### Legjobb színész (musical vagy vígjáték)
- Pierce Brosnan (Matador)
- Jeff Daniels (A tintahal és a bálna)
- Johnny Depp (Charlie és a csokigyár)
- Nathan Lane (Producerek)
- Cillian Murphy (Reggeli a Plútón)
- Joaquin Phoenix (A nyughatatlan)

#### Legjobb színésznő (dráma)
- Maria Bello (Erőszakos múlt)
- Felicity Huffman (Transamerica)
- Gwyneth Paltrow (Bizonyítás)
- Charlize Theron (Kőkemény Minnesota)
- Ziyi Zhang (Egy gésa emlékiratai)

#### Legjobb színésznő (musical vagy vígjáték)
- Judi Dench (Mr. Henderson bemutatja)
- Keira Knightley (Büszkeség és balítélet)
- Laura Linney (A tintahal és a bálna)
- Sarah Jessica Parker (Kőkemény család)
- Reese Witherspoon (A nyughatatlan)

#### Legjobb mellékszereplő színész
- George Clooney (Sziriána)
- Matt Dillon (Ütközések)
- Will Ferrell (Producerek)
- Paul Giamatti (A remény bajnoka)
- Bob Hoskins (Mr. Henderson bemutatja)

#### Legjobb mellékszereplő színésznő
- Scarlett Johansson (Match Point)
- Frances McDormand (Kőkemény Minnesota)
- Shirley MacLaine (Egy cipőben)
- Rachel Weisz (Az elszánt diplomata)
- Michelle Williams (Brokeback Mountain – Túl a barátságon)

#### Legjobb rendező
- Woody Allen (Match Point)
- George Clooney (Jó estét, jó szerencsét!)
- Peter Jackson (King Kong)
- Ang Lee (Brokeback Mountain – Túl a barátságon)
- Fernando Meirelles (Az elszánt diplomata)
- Steven Spielberg (München)

#### Legjobb forgatókönyv
- Jó estét, jó szerencsét!
- Match Point
- München
- Túl a barátságon
- Ütközések

#### Legjobb eredeti betétdal
- Christmas in Love – „Christmas in Love”
- Narnia krónikái: Az oroszlán, a boszorkány és a ruhásszekrény – „Wunderkind”
- Producerek – „There's Nothing Like a Show on Broadway”
- Transamerica – „Travelin' Thru”
- Brokeback Mountain – Túl a barátságon – „A Love That Will Never Grow Old”

#### Legjobb eredeti filmzene
- Egy gésa emlékiratai
- King Kong
- Narnia krónikái: Az oroszlán, a boszorkány és a ruhásszekrény
- Sziriana
- Brokeback Mountain – Túl a barátságon

#### Legjobb idegen nyelvű film
- Fegyverszünet karácsonyra
- Az ígéret
- Mennyország most
- A pofonok földje
- Tsotsi

### Televízió

#### Legjobb televíziósorozat (dráma)
- Az elnöknő
- A Grace klinika
- Lost
- Róma
- A szökés

#### Legjobb televíziósorozat (musical vagy vígjáték)
- Everybody Hates Chris
- Félig üres
- Nancy ül a fűben
- A nevem Earl
- Született feleségek
- Törtetők

#### Legjobb televíziós minisorozat vagy tévéfilm
- Blackpool
- Into the West
- Lackawanna Blues
- A múlt fogságában
- Sleeper Cell – A terroristacsoport
- Warm Springs

#### Legjobb színész, televíziósorozat (dráma)
- Patrick Dempsey (A Grace klinika)
- Matthew Fox (Lost)
- Hugh Laurie (Doktor House)
- Wentworth Miller (A szökés)
- Kiefer Sutherland (24)

#### Legjobb színész, televíziósorozat (musical vagy vígjáték)
- Zach Braff (Dokik)
- Steve Carell (Office)
- Larry David (Félig üres)
- Jason Lee (A nevem Earl)
- Charlie Sheen (Két pasi – meg egy kicsi)

#### Legjobb színész, televíziós minisorozat vagy tévéfilm
- Kenneth Branagh (Warm Springs)
- Ed Harris (A múlt fogságában)
- Bill Nighy (Kávé és szerelem)
- Jonathan Rhys Meyers (Elvis – A kezdet kezdete)
- Donald Sutherland (Mit ér egy élet)

#### Legjobb színésznő, televíziósorozat (dráma)
- Patricia Arquette (A médium)
- Glenn Close (Kemény zsaruk)
- Geena Davis (Az elnöknő)
- Kyra Sedgwick (A főnök)
- Polly Walker (Róma)

#### Legjobb színésznő, televíziósorozat (musical vagy vígjáték)
- Marcia Cross (Született feleségek)
- Teri Hatcher (Született feleségek)
- Felicity Huffman (Született feleségek)
- Eva Longoria Parker (Született feleségek)
- Mary-Louise Parker (Nancy ül a fűben)

#### Legjobb színésznő, televíziós minisorozat vagy tévéfilm
- Halle Berry (Their Eyes Were Watching God)
- Kelly Macdonald (Kávé és szerelem)
- S. Epatha Merkerson (Lackawanna Blues)
- Cynthia Nixon (Warm Springs)
- Mira Sorvino (Mit ér egy élet)

#### Legjobb mellékszereplő színész, televíziósorozat, televíziós minisorozat vagy tévéfilm
- Naveen Andrews (Lost)
- Paul Newman (A múlt fogságában)
- Jeremy Piven (Törtetők)
- Randy Quaid (Elvis – A kezdet kezdete)
- Donald Sutherland (Az elnöknő)

#### Legjobb mellékszereplő színésznő, televíziósorozat, televíziós minisorozat vagy tévéfilm
- Candice Bergen (Boston Legal)
- Camryn Manheim (Elvis – A kezdet kezdete)
- Sandra Oh (A Grace klinika)
- Elizabeth Perkins (Nancy ül a fűben)
- Joanne Woodward (A múlt fogságában)